# Родосская крепость
Родосская крепость — основное оборонительное сооружение средневекового города Родос, бывшая резиденция великого магистра Родосского ордена. В настоящее время — памятник Всемирного наследия ЮНЕСКО, музей, главная туристическая достопримечательность острова Родос.
Крепость выстроили владевшие островом в Средние века рыцари-госпитальеры. После утраты крестоносцами Святой земли сюда была перенесена резиденция великого магистра ордена. По мнению современников, в конце XV века Родосская крепость была самой современной и неприступной из христианских крепостей.
Рыцари-госпитальеры обороняли Родос от нападения мусульман на протяжении 213 лет. Крепость выдержала две крупные осады 1444 и 1480 гг. Благодаря неприступности рыцарской твердыни Родос пал на 70 лет позднее Константинополя. Вспомогательными укреплениями Родосской крепости на острове были Линдос, Фараклос и Монолитос, а также Косская крепость на соседнем острове Кос, которым также управляли госпитальеры.
В осаду 1480 г. крепость принимала на себя до 1000 пушечных снарядов в день, но смогла устоять. Однако, из-за ограниченных ресурсов небольшого засушливого острова, особенно после утверждения турок-османов в Малой Азии, она начала всё острее испытывать нехватку рабочей силы и продовольствия, которое приходилось теперь завозить из Сицилии.

## Падение

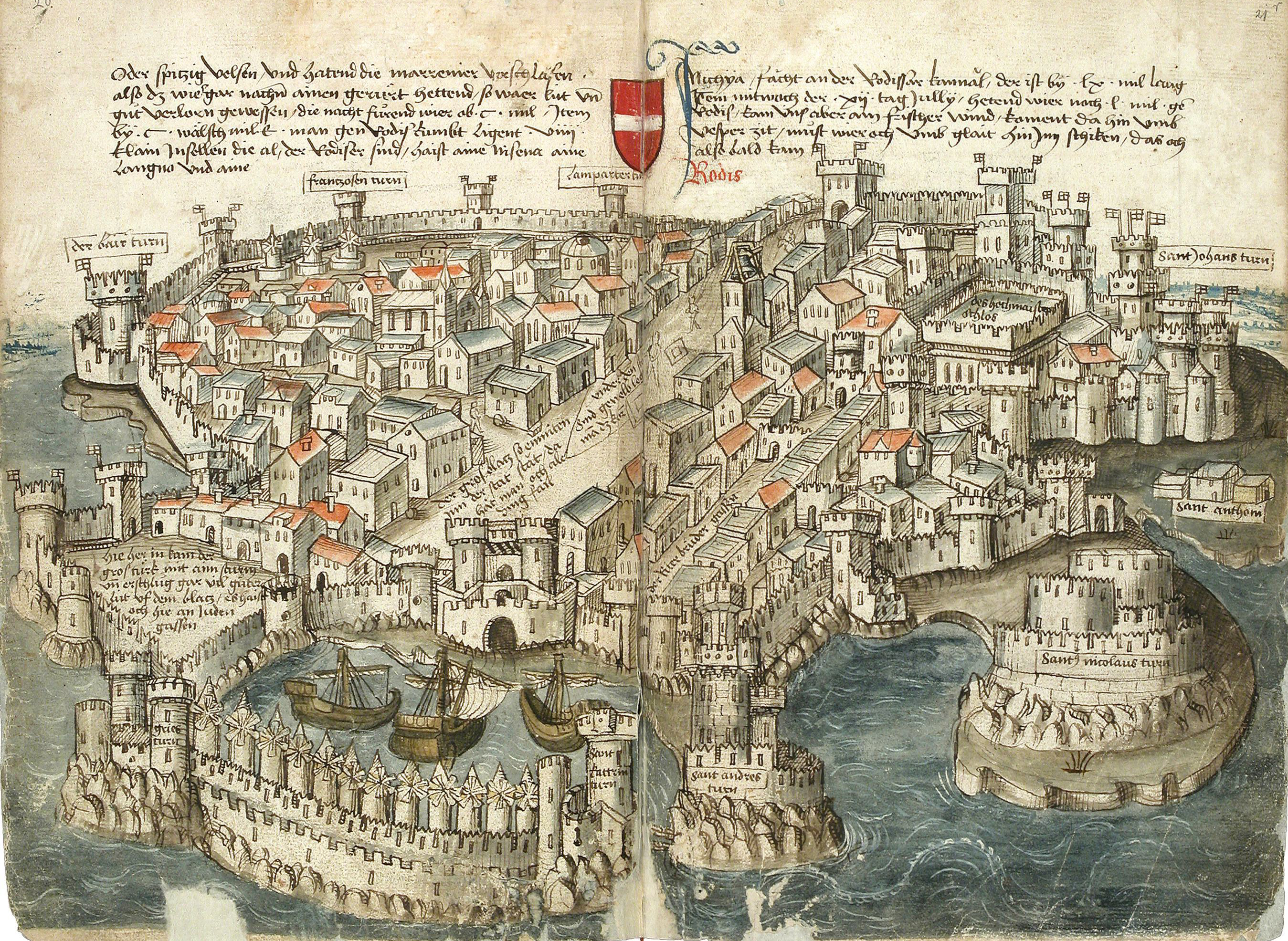
Родосская крепость в 1486 году. Рисунок из описания путешествия в Иерусалим Конрада Грюненберга

В 1520 году, когда над Родосом нависла опасность нового турецкого нашествия, великий магистр Фабрицио дель Каретто пригласил из Италии знаменитого фортификатора делла Скала, который взялся за ремонт и улучшение всех инфраструктур крепости. Так, по его указанию  у крепости были значительно утолщены стены, надстроены башни, появилась также и вторая линия рвов. Крепость пала лишь в 1522 году, после 6-месячной осады 100-тысячной армией Сулеймана Великого.
После окончательного завоевания острова турками в 1523 году Родосская крепость защищала турецкую Малую Азию до 1912 года, когда остров захватила Италия. Дворец великих магистров в 1856 году пострадал от взрыва. Его восстановили итальянцы в 1930-е годы по настоянию Бенито Муссолини и короля Виктора Эммануила III. С 1948 года остров Родос принадлежит Греции.